# Arc (álbum)
Arc es un álbum en directo del músico canadiense Neil Young, publicado por la compañía discográfica Reprise Records en noviembre de 1991.
El álbum incluye media hora de retroalimentación, ruido de guitarra y fragmentos vocales realizados durante varios conciertos de Neil Young con el grupo Crazy Horse a lo largo de la gira de promoción del álbum Ragged Glory. Inicialmente publicado en un triple disco compacto titulado Weld-Arc, Arc no presenta ninguna semejanza con la música de Sonic Youth, telonero de Young durante algunos conciertos de la gira y motivo de inspiración para Young a la hora de realizar el disco.
Según una entrevista con Steve Martin en la revista Pulse! publicada en diciembre de 1991, Arc tiene su origen en una película hecha por Neil Young, en referencia a Muddy Track, que consiste en varios momentos de la apertura y cierre de canciones interpretadas durante una gira europea a mediados de los años 80. Young enseñó el video a Thurston Moore, una notable figura en la escena musical del avant-garde de Nueva York, quien le sugirió que grabara un álbum completo de forma similar. Neil situó una cámara de video en su amplificador durante la gira de 1991 y grabó los comienzos y los finales de varias canciones, posteriormente editadas en un único tema de larga duración.
El grupo Half Man Half Biscuit menciona el álbum en la canción "Look, Dad, No Tunes".

## Lista de canciones
| N.º | Título | Escritor(es) | Duración |  |
| 1.  | «Arc»  | Neil Young   | 35:00    |  |

## Personal
- Neil Young: guitarra y voz
- Frank "Poncho" Sampedro: guitarra y coros
- Billy Talbot: bajo y coros
- Ralph Molina: batería y coros
- Sal Trentino: electrónica